# Kuusisaari (ö i Norra Österbotten, Uleåborg, lat 65,13, long 25,65)
Kuusisaari är en ö i Finland. Den ligger i sjön Nurmijärvi och i kommunen Uleåborg i den ekonomiska regionen  Uleåborgs ekonomiska region  och landskapet Norra Österbotten, i den centrala delen av landet, 600 km norr om huvudstaden Helsingfors. Öns area är 0,5 hektar och dess största längd är 120 meter i öst-västlig riktning.